# Ouvans
Ouvans är en kommun i departementet Doubs i regionen Bourgogne-Franche-Comté i östra Frankrike. Kommunen ligger i kantonen Pierrefontaine-les-Varans som tillhör arrondissementet Pontarlier. År 2022 hade Ouvans 68 invånare.

## Befolkningsutveckling
Antalet invånare i kommunen Ouvans
Referens:INSEE